# Псування земель
Псува́ння земе́ль — порушення природного стану земель, яке здійснюється без обґрунтованих проектних рішень, погоджених та затверджених в установленому законодавством порядку, забруднення їх хімічними, біологічними та радіоактивними речовинами, в тому числі тими, що викидаються в атмосферне повітря, засмічення промисловими, побутовими та іншими відходами, неочищеними стічними водами, порушення родючого шару ґрунту, невиконання вимог встановленого режиму використання земель, а також використання земель у спосіб, що погіршує їх природну родючість.